# Lyftverket Scharnebeck

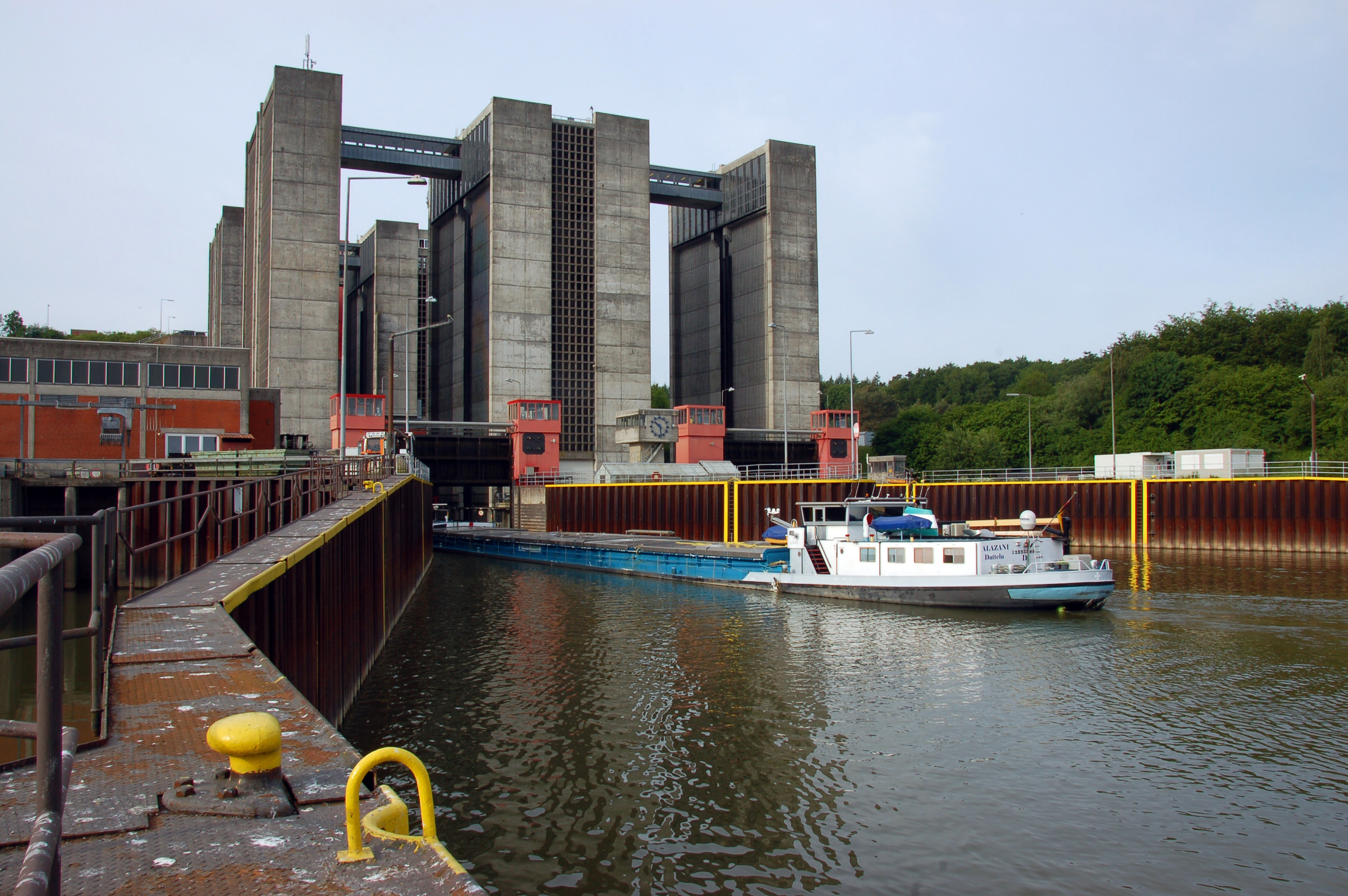
Verket sett från nedre hamnen

Lyftverket Scharnebeck (tyska: Schiffshebewerk Scharnebeck) är en båtlyftanläggning i Elbe-Seitenkanal som förbinder floden Elbe med Mittellandkanalen. Anläggningen finns vid samhället Scharnebeck nordost om Lüneburg i den nordtyska delstaten Niedersachsen. Lyftverket i Scharnebeck började byggas 1974 och del-invigdes den 5 december 1975. Det var då världens största båtlyft.
Lyftverket Scharnebeck består av två tråg med effektiva måtten 100 meter x 11,8 meter och 3,38 meter djup. Lyfthöjden är 38 meter (beroende på vattenstånd). Totalvikten av ett med vatten fyllt tråg är 5800 ton. Det tar cirka tre minuter för ett lyft och lika länge för en sänkning av tråget. Varje tråg drivs av fyra elmotorer med 169 kW vardera. Anläggningen kostade 190 miljoner D-mark inklusive kompletteringsarbeten.
Scharnebeck är fortfarande det största lyftverket i Tyskland med två tråg som rör sig oberoende av varandra. Lyftningen eller sänkningen tar 3 minuter och med in- samt utfart tar processen 15 till 20 minuter. Byggnadsverket har varje år cirka 500 000 besökare. Intill lyftverket finns ett utställningsrum med ett modell och guider förklarar funktionen. För åskådare finns en utsiktsplattform.

## Bilder

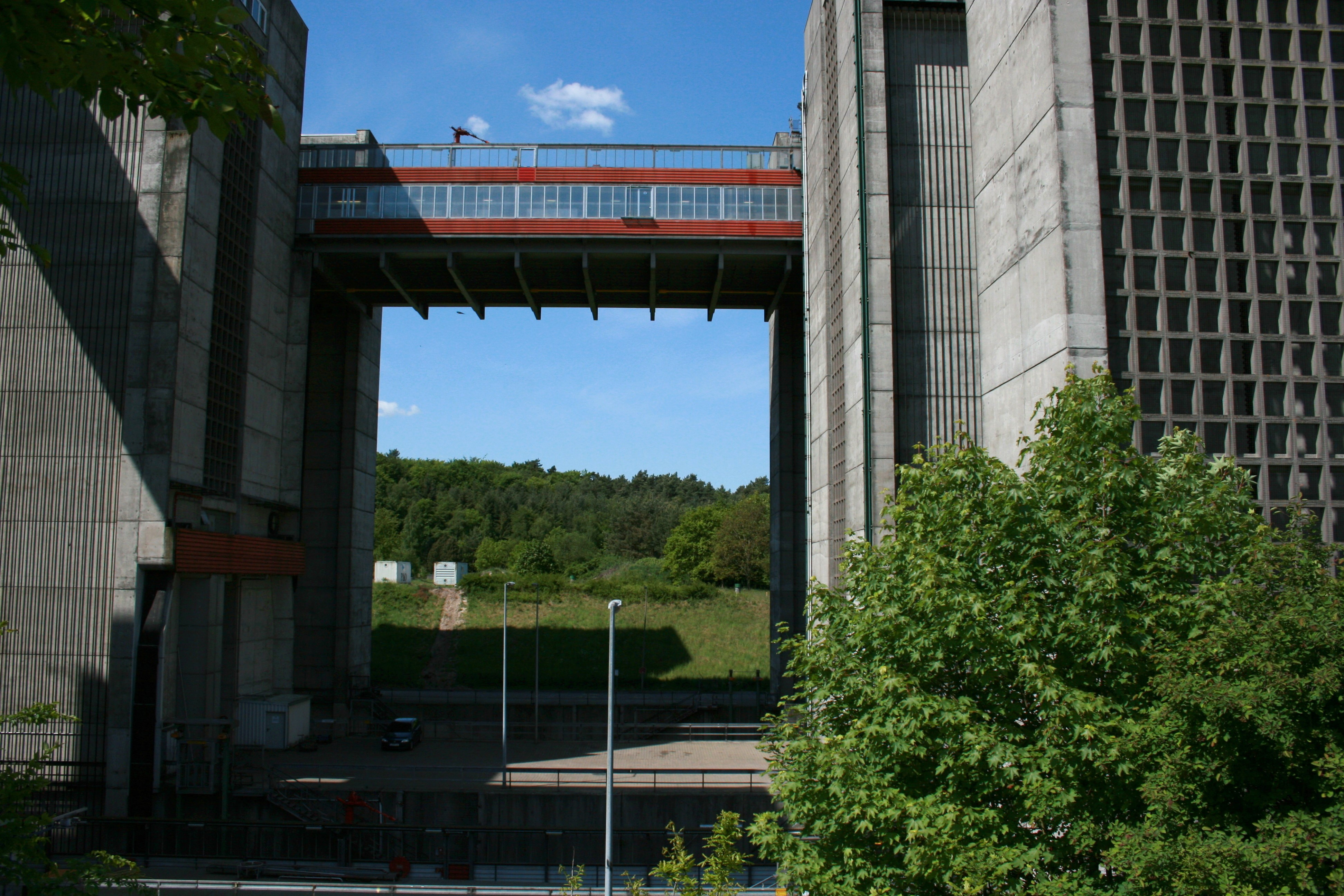
Verket sett från sidan
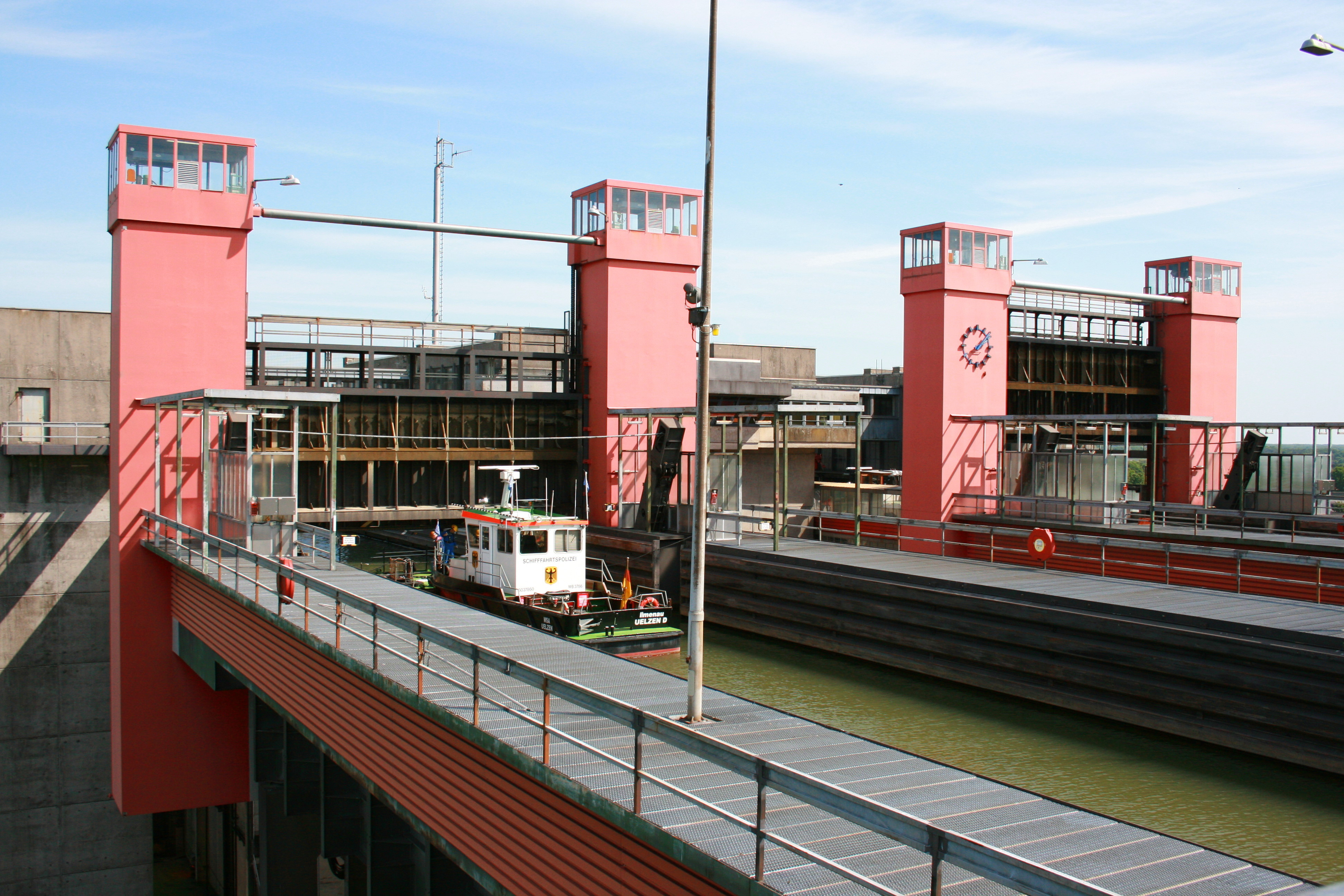
Verket sett från övre hamnen
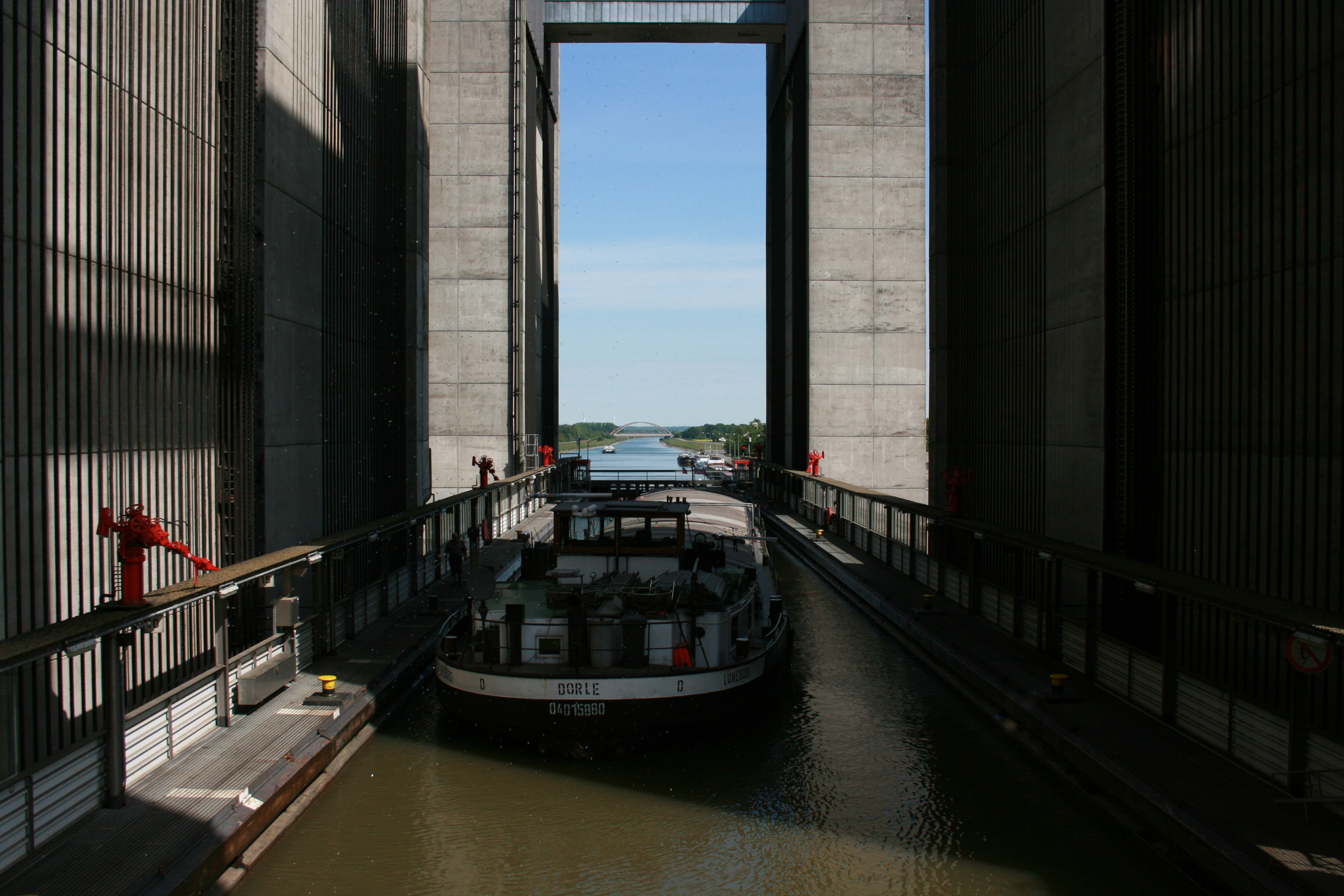
Ett fartyg i tråget